# Club Deportivo Unión San Felipe
El Club de Deportes Unión San Felipe és un club de futbol xile de la ciutat de San Felipe.
El club va ser fundat el 16 d'octubre de 1956 per la fusió dels clubs Internacional i Tarcisio.
És l'únic club del país que ha estat capaç de guanyar la Primera B i la Primera Divisió en dos anys consecutius (1970 i 1971).

## Palmarès
- Lliga xilena de futbol: 
  - 1971

- Segona divisió xilena de futbol: 
  - 1970, 2000, 2009

- Primera B Apertura: 
  - 2009

- Copa xilena de futbol: 
  - 2009